# دورمیتس
دورمیتس (به آلمانی: Dormitz) یک شهر  در آلمان است که در فورشایم واقع شده‌است. دورمیتس ۱٬۹۹۱ نفر جمعیت دارد.